# Heroes of Might and Magic VI
Might & Magic Heroes 6 è il sesto capitolo dell'omonima saga, uscito il 13 ottobre 2011. Dal 28 giugno è disponibile una versione beta per coloro che hanno prenotato il gioco in anticipo.
La produzione del videogioco è stata affidata alla Black Hole Entertainment, mentre la pubblicazione è rimasta alla Ubisoft.

## Trama
Ambientati nell'immaginario mondo di Ashan, gli eventi di Heroes VI si collocano circa 400 anni prima delle vicende narrate in Heroes of Might and Magic V.
Al centro della storia questa volta vi saranno le vicende di cinque fratelli, figli del Duca Slava del Grifone, che si schiereranno ognuno a una razza diversa (corrispondenti alle fazioni presenti nel gioco base), che daranno vita ad altrettante campagne giocabili nell'ordine scelto dal giocatore.
Nel prologo del gioco, l'eterna guerra tra gli Orchi e l'Impero del Falcone, prende una nuova svolta quando Toghrul, uno sciamano degli Orchi, convoca i demoni per aiutare lui e la sua tribù a sbarazzarsi del Duca Pavel del Grifone. I demoni sopraffanno Pavel e lo uccidono, ma sua sorella, Sveltana (una negromante) è in grado di intrappolare l'anima di Pavel nella spada familiare della dinastia con cui l'uomo ha combattuto. Tuttavia, subito dopo, un angelo scende dal cielo e ruba la spada.
Consigliato dagli angeli nell'imminente guerra contro i demoni, l'imperatore Liam Falcon pubblica un decreto che consente al duca Gerhart del ducato del Lupo di sterminare gli Orchi nell'Impero. Il duca Slava, figlio ed erede i Pavel, si oppone in virtù della sua solidarietà con una tribù di Orchi e, per pacificare le cose, interviene l'Arcangelo Uriel, il fratello di Michael. Uriel decide che la figlia maggiore di Slava, Irina, sarà promessa in sposa a Gerhart per imporre una pace duratura. Passa un decennio e Sandor (figlio illegittimo del Duca) scopre che Irina è stata imprigionata nelle carceri del Ducato dei Lupi per aver ferito Gerhart durante la loro prima notte di nozze. Raduna perciò un esercito di Orchi per liberare la sua sorellastra, e i rinnegati fuggono nell'Oceano di Giada, dove Sandor lascia Irina ad Hashima e se ne va. Irina fa presto amicizia con il nativo popolo dei Naga e li aiuta a distruggere un porto commerciale di Gerhart, prima di scoprire di aspettare un figlio dal crudele duca.
Gerhart accusa Slava di aver orchestrato l'attacco di Sandor, e i due duchi sono chiamati davanti all'Imperatore, dove la figlia minore di Slava, Anastasya - allieva e amante di Uriel -, uccide il padre con un coltello nascosto davanti alla corte. Anton viene incoronato nuovo Duca, ma l'inquisizione cerca di forzare una confessione da Anastasya, temendo che sia in combutta con i Senza Volto (creature d'oscurità in via d'estinzione, in passato acerrime nemiche degli angeli). Anton decide di sopprimere sua sorella prima che possa essere torturata. Viene a sapere che Jorgen - uno degli ex consiglieri di Slava - è un Senza Volto sotto copertura, ma non c'entra nulla con l'assassinio di Slava, mentre Anastasya viene resuscitata da Sveltana come non-morto. Decisa a scoprire chi l'ha manipolata per uccidere suo padre, libera Jorgen dall'inquisizione prima di recarsi a Heresh con sua zia. Nel frattempo, Kiril, l'ultimo dei figli legittimi di Slava, si ritrova abbandonato a Sheogh dal suo mentore, l'Arcangelo Sarah, con l'anima di un principe demone che condivide il suo corpo. Nel disperato tentativo di eliminare il demone, insegue Sarah mentre nel mondo inizia una rinnovata invasione demoniaca.
Sveltana viene rapita dalla rivale di Anastasya, Miranda. Sospettandola dell'omicidio di Slava, Anastasya uccide Miranda e capisce poi di essere stata controllata mentalmente con un pettine potenziato dalla magia dei Senza Volto. Irina saccheggia il ducato dei Lupi, massacrando Gerhart, e sia lei che Sandor dedicano le loro risorse allo sradicamento dei demoni. Michael invia Anton per assistere Gerhart contro i Naga, ma Anton scopre presto che il Duca è già stato ucciso. Usando il pettine, Anastasya entra nella mente del vero traditore: Uriel, che aveva cercato di usare la sua anima per reincarnare sua madre. Infuriata, Anastasya distrugge la mente di Uriel, e sia lui che l'Imperatore Liam vengono uccisi in battaglia. Ad Anton spetterà il compito di eliminare i demoni rimasti. Kiril finalmente cattura Sarah, che rivela di aver venduto l'anima di Kiril ai demoni per paralizzare i Senza Volto distruggendo il loro deposito di conoscenza; Kiril occupa il deposito e si libera dalla possessione, mentre Sveltana scopre che l'anima di Pavel è stata usata da Uriel per resuscitare Michael.
Con i demoni sconfitti, Michael fa appello agli eredi del Griffone per aiutarlo a porre fine alla sua guerra contro i Senza Volto, sterminandoli completamente. Se l'allineamento dell'erede scelto dal giocatore è Lacrime, l'erede rifiuta la chiamata alle armi di Michael e guida gli eserciti contro gli Angeli, insieme alla madre Cate. Michael viene ucciso in battaglia e Cate riesce a inviare le anime degli angeli defunti rimanenti a Elrath, ma il rituale alla fine si traduce nella sua morte. In alternativa, se l'allineamento dell'erede è Sangue, lanciano un'offensiva contro Cate, supportata da Michael, e riescono a ucciderla per prevenire apparentemente il conflitto imminente.
In entrambi i casi, i Grifoni lamentano la morte della madre e la seppelliscono con Slava, mentre Jorgen cospira con l'Elfo Oscuro Raelag per istigare la guerra contro Elrath sulla scia della sua assenza.

## Personaggi
- Duca Slava del Grifone: quando Slava aveva cinque anni, suo padre Pavel, Duca del Grifone, morì durante un’incursione di demoni. La zia Sveltana, negromante, assunse quindi la reggenza e si occupò della crescita del ragazzo. Slava divenne un bravo ragazzo, anche se un po’ avventato. Al compimento della maggiore età assunse il titolo di Duca. Le sue azioni di governo furono espressione della duplice natura del Grifone: da un lato fece pace con gli Orchi della tribù Whitespear, invitandoli a stabilirsi nel suo Ducato e nominando il loro capo Kraal suo maestro d'armi; dall’altro partecipò alla Guerra delle Ceneri Amare (540-548 YSD) contro la regina elfa Tuidhana di Tarlad. L'imperatore Liam Falcon, cercando di rafforzare la sua presa sulle famiglie del Cervo e del Grifone, organizzò il fidanzamento di Slava con Cate, una delle figlie del Duca del Cervo Connell. Slava e Cate si piacquero subito e non vedevano l'ora di sposarsi. Tuttavia, in seguito all’uccisione di Deridre, sorella gemella di Cate, da parte di assassini elfi, la personalità di Cate cambiò drasticamente, diventando prudente e distante. Slava si riunì a una sua vecchia fiamma, Elisabeth, baronessa del Ducato del Levriero. L'imperatore Liam però proibì la loro unione, insistendo che Slava mantenesse la promessa di sposare Cate. Elisabeth era già incinta del primo figlio di Slava, Sandor, ma l'Imperatore non lo accettò mai come legittimo erede del Ducato del Grifone. Slava dovette ubbidire e sposare Cate. Nonostante tutto fu un matrimonio felice; i due riuscirono a costruire una forte casata insieme, dando vita a quattro figli legittimi: Anton, Irina, Anastasya e Kiril. La vita di Slava fu segnata da ripetuti conflitti con il suo vicino e rivale, Gerhart, Duca del Lupo. Nel tentativo di costringerli a fare pace, l'imperatore Liam, su consiglio dell'Arcangelo Uriel, costrinse Slava a offrire Irina in sposa a Gerhart. Prima che Slava potesse protestare o almeno spiegare la situazione ai suoi figli, fu assassinato nel 564 YSD da Anastasya, sotto l’influenza magica di un soggetto allora sconosciuto. Mentre gli Angeli incolparono dell’accaduto i loro nemici Senza Volto, il responsabile si rivelò alla fine essere Uriel stesso; egli temeva che Slava si sarebbe ribellato contro gli Angeli, pertanto operò per mettere Anton, più malleabile, a capo del ducato del Grifone. Alla fine del gioco i figli di Slava riescono a vendicare la morte del padre.

## Caratteristiche
Nonostante il cambio di sviluppatori, questi ultimi hanno annunciato che Heroes of Might and Magic VI non si discosterà dalla tradizione della serie, mantenendone invariati gli aspetti fondamentali.
La nuova produzione si è incentrata però su una semplificazione dei meccanismi di gioco classici:
- ci sono solo 5 fazioni giocabili (Santuario, Rifugio, Inferno, Roccaforte e Necropoli);
- ci sono solo 4 risorse, oro, legno, pietra e cristallo;
- il giocatore avrà il pieno controllo sullo sviluppo delle abilità degli eroi;
- eliminato il riquadro della città,  modificata con una schermata che permette le varie costruzioni, reclutamento eroi e truppe, mercato etc;
- le miniere conquistate saranno poste nell'area di controllo di una città e non sarà possibile occuparle prima di aver espugnato la suddetta città.